# Nyctophilus arnhemensis
Nyctophilus arnhemensis är en fladdermusart som beskrevs av Johnson 1959. Nyctophilus arnhemensis ingår i släktet Nyctophilus och familjen läderlappar. IUCN kategoriserar arten globalt som livskraftig. Inga underarter finns listade i Catalogue of Life.
Arten förekommer i norra Australien i en mer eller mindre bred region vid havet. Habitatet utgörs av regnskogar, mangrove och fuktiga skogar med eukalyptusträd. Som viloplats används den täta växtligheten och byggnadernas tak. Per år föds en kull med upp till två ungar.
Denna fladdermus är med 36 till 40 mm långa underarmar och med 16 till 21 mm långa öron medelstor inom släktet. Den har på fram- och baksidan ljusbrun päls. Liksom hos andra släktmedlemmar men i motsats till de flesta andra läderlappar finns en liten hudflik (blad) på näsan. I hudfliken förekommer en liten ränna.
Nyctophilus arnhemensis jagar insekter och flyger ganska långsam kring växtligheten.